# Vodopád Zákraví
Vodopád Zákraví je umělý vodopád na Janovském potoce pod obcí Zákraví.
Vodopád leží na Janovském potoce pod obcí Zákraví a vznikl v roce 1967 při výstavbě přehrady Zákraví. Z přehrady vytéká v jižní části náhonem na skalisko a voda padá 6 metrů dolů do vzniklého jezírka. Okolo vodopádu vede  turistická trasa KČT, ze které se musí k vodopádu 50 metrů odbočit.